# Елстерберг
Елстерберг (њем. Elsterberg) град је у њемачкој савезној држави Саксонија. Једно је од 45 општинских средишта округа Фогтланд. Према процјени из 2010. у граду је живјело 4.803 становника. Посједује регионалну шифру (AGS) 14523100.

## Географски и демографски подаци
Елстерберг се налази у савезној држави Саксонија у округу Фогтланд. Град се налази на надморској висини од 270-430 метара. Површина општине износи 25,1 km². У самом граду је, према процјени из 2010. године, живјело 4.803 становника. Просјечна густина становништва износи 192 становника/km².

## Међународна сарадња
| Мјесто | Држава    | Врста сарадње | Од    |
| ------ | --------- | ------------- | ----- |
|        | Француска | контакт       | 1972. |
| Извор  |           |               |       |